# قشلاق أمير خانلو محرم أباد
قشلاق أمير خانلو محرم أباد هي قرية في مقاطعة بارس أباد، إيران. عدد سكان هذه القرية هو 46 في سنة 2006.